# 網紋大頜新鮋
網紋大頜新鮋，為輻鰭魚綱鮋形目鮋亞目新平鮋科的其中一種，為亞熱帶海水魚，分布於東南太平洋Desventuradas群島及Juan Fernández群島海域，棲息在沙泥底質底層水域，生活習性不明。